# Минкин, Денис Юрьевич
Дени́с Ю́рьевич Ми́нкин (род. 22 февраля 1965, Ленинград) — российский предприниматель, председатель совета директоров ООО «Типографский комплекс „Девиз“». Директор СПбГУП «Горэлектротранс» c 13 марта 2020 года. Доктор технических наук (2006).

## Биография
Родился 22 февраля 1965 в Ленинграде в семье военнослужащего, с 1965 по 1982 годы проживал и учился в средних школах в городах Владивосток, Петрозаводск, Москва, Ленинград в связи с переводами отца по службе.
В 1982 году закончил Ленинградскую среднюю физико-математическую школу № 393, где был секретарём комитета ВЛКСМ школы.
В том же году поступил в Ленинградский электротехнический институт имени В. И. Ульянова (Ленина) (ЛЭТИ) на факультет электронной техники, где учился на кафедре оптоэлектроники при Физико-техническом институте им. А. Ф. Иоффе. Заведующим кафедрой в то время был выдающийся физик Ж. И. Алферов. Во время учёбы работал в лаборатории Физико-технического института им. А. Ф. Иоффе, где занимался вторично-ионной масс-спектрометрией.
В институте принимал активное участие в комсомольской деятельности, на третьем курсе был избран секретарём комсомольской организации факультета. За время учёбы в институте пять раз выезжал на работу в стройотряд в Казахстан и Тюменскую область. Был командиром зонального отряда «Ладога» в городе Ноябрьск Тюменской области, за эту работу в 1985 году был награждён медалью «За трудовую доблесть». В этом же году стал членом КПСС.
После окончания института в 1988 году поступил на работу в 28-й НИИ вооружений ВМФ на должность младшего научного сотрудника. В связи с отсутствием финансирования в 1993 году уволился из НИИ с должности начальника лаборатории.
С 1993 по 2003 год работал в группе компаний «Девиз» в должности генерального директора, занимался операциями на рынке ценных бумаг, был членом комиссии по ценным бумагам Правительства Санкт-Петербурга.
В 1994 году окончил курс «Ценные бумаги» Санкт-Петербургского Международного банковского института.
В 1995 году окончил курс кадрового резерва государственной службы при Академии Президента России.
С 2003 по 2005 год — генеральный директор ЗАО «Нево Табак», одной из крупнейших российских табачных фабрик.
С 2005 по 2006 год выполняет функции генерального директора, с 2006 по 2013 — председателя совета директоров ЗАО «Компания Музей», занимающегося девелопментом и инвестициями.
С 2006 по настоящее время — председатель совета директоров ООО "Типографский комплекс «Девиз», крупнейшей типографии России.
Начиная с 2008 года — профессор Санкт-Петербургского Университета ГПС МЧС России.
С 2014 по сентябрь 2015 года — заместитель начальника Санкт-Петербургского университета ГПС МЧС России по научной работе.
С 27 октября 2015 года по ноябрь 2017 года — директор Петербургского института ядерной физики им. Б. П. Константинова (ПИЯФ).
С 16 ноября 2017 года по ноябрь 2018 года — директор НИЦ «Курчатовский институт».
С 13 марта 2020 года исполняющий обязанности директора СПб ГУП «Горэлектротранс» – заместитель директора предприятия по развитию. 19 мая 2020 года стал директором СПбГУП «Горэлектротранс».

## Научная деятельность
Во время учёбы в институте работал в лаборатории вторично-ионной масс-спектрометрии Физико-технического института им. А. Ф. Иоффе. По окончании института поступил на работу в НИИ вооружений ВМФ, в котором был направлен в лабораторию, занимающуюся корреляционно-экстремальными системами наведения крылатых ракет. Аналогом подобных систем в мире были только американские ракеты Томагавк.
В 1992 году под руководством начальника лаборатории А. А. Блудова защитил диссертацию кандидата технических наук по специальности «Вооружение и военная техника ВМФ». Областью исследования диссертации была обработка изображений и распознавание образов в системах управления ракет. Помимо этого, за время работы в НИИ Денис Юрьевич подготовил 52 научных труда, из которых 23 печатных, стал автором 8 изобретений.
В 2006 году защитил в Санкт-Петербургском Университете ГПС МЧС России диссертацию по теме «Методологические основы управления социально-психологической и профессиональной адаптацией персонала в коллективах», получив степень доктора технических наук по специальности «Управление в социальных и экономических системах». Согласно анализу Диссернет, докторская диссертация Минкина 2006 года содержит масштабные недокументированные заимствования из двух других диссертаций.
С 2008 года работал на кафедре автоматики и сетевых технологий Санкт-Петербургского Университета ГПС МЧС России, член трёх диссертационных советов, автор множества публикаций в научном электронном журнале «Вестник Санкт-Петербургского Университета ГПС МЧС России».
В 2011 году [кем?] присвоено учёное звание профессора.
Автор более 70 публикаций, из них 59 — научных работ, 10 — учебно-методических и 8 изобретений.

## Личная жизнь
С 1987 года женат на Наталии Борисовне Минкиной (Сокур). В браке рождены трое детей — Екатерина (1989 г. р.), Алексей (1996) и Пётр (2005).

## Хобби и интересы
Увлекается охотой и стендовой стрельбой. Мастер спорта, многократный победитель и призёр городских, всероссийских и международных соревнований по стендовой стрельбе, совладелец стрелкового стенда «Северянин» в г. Колпино. Соавтор книги «Размышления о стрельбе: со смехом и всерьёз».
Кандидат в мастера спорта по кольцевым автогонкам.